# Arcadiaconferentie
De Arcadiaconferentie vond plaats in Washington D.C. tussen 22 december 1941 en 14 januari 1942 tussen de militaire staven van de Verenigde Staten en Groot-Brittannië. Het was de eerste bijeenkomst in de voorbereiding tot een gezamenlijke geallieerde samenwerking tegen de asmogendheden. De VS waren immers twee weken eerder, na de aanval op Pearl Harbor, bij de Tweede Wereldoorlog betrokken.
Winston Churchill vroeg op de Arcadiabijeenkomst (ARCADIA was de codenaam voor de conferentie) om een militaire strategie op lange termijn te bespreken waarbij de Britten voorstelden om Duitsland eerst te verslaan en dan pas Japan. De Amerikaanse president Roosevelt stemde in met het Britse voorstel en de militaire samenwerking werd officieel door de oprichting van een comité voor een gezamenlijke legerleiding en de aanduiding van een geallieerde bevelhebber voor elk oorlogsfront. Ook kwam er een samenwerking op economisch vlak om de Britse oorlogservaring af te stemmen op de Amerikaanse productiecapaciteit. Deze geallieerde samenwerking zou uiteindelijk leiden tot Operatie Toorts (Engels: Operation Torch), de landing in Frans Noord-Afrika en de Noord-Afrikaanse Veldtocht.
Een andere beslissing die werd genomen tijdens de Arcadiaconferentie was het opstellen van de Verklaring der Verenigde Volkeren wat de aanloop zou worden naar de  Verenigde Naties die in 1945 werd opgericht. De verklaring omschreef een alliantie tegen de asmogendheden en de acceptatie van het Atlantisch charter, dat opgesteld was tijdens de eerste Brits-Amerikaanse conferentie te Placentia Bay, Canada. De verklaring werd ondertekend op 1 januari 1942 en ondersteund door 26 naties inclusief China en de USSR (maar niet door het gedeeltelijk bezette Frankrijk omdat niet duidelijk was of het Vichy-regime dan wel de Vrije Fransen Frankrijk legitiem konden vertegenwoordigen). Bij een bezoek door de Britse minister van buitenlandse zaken Anthony Eden bleek dat de toestemming van de Sovjet-Unie aan de Verklaring onderhevig was aan de voorwaarde dat Finland werd toegewezen aan de USSR. Dit was tegen een paragraaf uit het Atlantisch charter dat uitbreiding in territorium afwees.